# السميراء بنت قيس
السُّميراء‌ بنت ‌قيس  صحابية مَدَنيَّة، أنصاريَّة مبايِعة، وأولادها من الصحابة، شهدت غزوةَ بني قُرَيظة، اشتَهَرت بمقولتها في غزوة أحُد إثر استشهاد ولدَيها: «كُلُّ مُصيبةٍ بَعدَكَ يا رسولَ اللهِ جَلَلٌ». 
لها ذِكرٌ في حديث أبي أمامة بن سهل بن حُنَيف في حديث الواقدي.

## نسبها
هي السُّمَيراء بنت قيس بن مالك بن كعب بن عبد الأشْهَل بن حارثة بن دينار، ويُقال لها السمراء، وأمُّها سَلمى بنت الأسود بن حَرَام بن عَمرو بن زَيْد مَنَاة بن عَدِيّ بن عَمرو بن مالك بن النجَّار، وهي خَزْرَجيَّة من أهل المدينة المنوَّرة.

## أسرتها
تزوَّجها عبدُ عَمرو بن مسعود بن عبد الأشْهَل بن حارثة بن دينار بن النجَّار، فولدَت له النُّعمان والضحَّاك، شهدا بدرًا، وقُطْبَةَ قُتل يوم بئر مَعُونة شهيدًا، وأمَّ الرَّيَّاع - واسمها سُعَيدة- مبايعة. ثم تزوَّج السميراء الحارثُ بن ثعلبة بن كعب بن عبد الأشْهَل بن حارثة بن دينار بن النجَّار، فولدَت له سَلْمًا - ويقال له: سُلَيم -، شهد بدرًا وقُتل يوم أحُد شهيدًا، وأمَّ الحارث مبايعة. وهي عمَّة الصحابي أبي طلحة زيد بن سهل.
أسلمت السميراء بنت قيس وبايعت رسولَ الله ﷺ.

## استشهاد ولديها في غزوة أحد
سجَّلت السميراء  أمُّ الشهداء موقفًا إيمانيًّا فريدًا في تقبُّلها مُصابها في ولدَيها وفرحها بحياة الرسول ﷺ، وهذه قصَّتها يرويها الواقدي في مغازيه:
«خرجَت السُّمَيراءُ بنتُ قَيْسٍ إحدى نساء بني دِينارٍ، وقد أُصِيبَ ابناها مع النبي صلى الله عليه وسلم بِأُحُدٍ، النُّعْمانُ بنُ عبدِ عَمْرٍو، وَسُلَيْمُ بنُ الحارثِ، فلمَّا نُعِيَا لها قالت: ما فَعَلَ رسولُ اللهِ صلى الله عليه وسلم؟
قالوا: خيرًا، هو بِحمدِ اللهِ صالحٌ على ما تُحِبِّينَ. قالت: أَرُونِيهِ أَنْظُرُ إليهِ! فأشاروا لها إليهِ فقالت: «كُلُّ مُصيبةٍ بَعدَك يا رسول اللهِ جَلَلٌ.»
وخرجَت تسُوقُ بِابنَيها بَعِيرًا تَرُدُّهُما إلى المدينةِ، فَلقيَتْها عائشةُ رضي الله عنها فقالت: ما وراءَكِ؟ قالت: أَمَّا رسولُ اللهِ، بِحَمْدِ اللهِ فَبِخيرٍ، لم يَمُتْ! واتَّخذَ اللهُ من المؤمنين شهداء (وَرَدَّ اللَّهُ الَّذِينَ كَفَرُوا بِغَيْظِهِمْ لَمْ يَنالُوا خَيْراً وَكَفَى اللَّهُ الْمُؤْمِنِينَ الْقِتالَ) . قالت: مَنْ هؤلاءِ مَعَكِ؟
قالت: ابْنايَ … حَلْ! حَلْ!».
وقد ذكر ابن كثير في البداية والنهاية رواية ابن إسحاق التي جاء فيها ذكرُ إصابة زوجها وأخيها وأبيها، وأنكره محقِّق الكتاب "علي شيري" بما ثبت في مغازي الواقدي ‌من أنَّ مَن نُعِيَ للسميراء هما ابناها: النعمان بن عبد عمرو، وسُلَيم بن الحارث، وأن ابن إسحاق لم يذكر غيرَهما فيمن استُشهد من بني دينار، وأنه لم يجد في الأسماء التي ذُكرت فيمن استُشهد يوم أحد اسم زوجها، وكانت تحت الحارث بن ثعلبة، وسُلَيم ابنه.

## في غزوة بني قريظة
رضخ النبي ﷺ من غنيمة بني قُرَيظة لسبع من نساء المسلمين كنَّ قد حضَرنَ القتال، أي أنه لم يُسهم لهنَّ في الغنيمة كالرجال، وإنما أَعطاهنَّ شيئًا قدَّره بنفسه. وهنَّ:
1. صفية بنت عبد المطلب عمَّة رسول الله صلى الله عليه وسلم.
2. أَم عمارة، نسيبة بنت كعب المازنية.
3. أم سليط.
4. أم العلاء.
5. السميراء ‌بنت ‌قيس.
6. أم سعد بن معاذ.
7. كبشة بنت رافع.[20][21]

## الملاحظات
1. ↑  قال ابن هشام: الجَلَل: ‌يكون ‌من ‌القليل، ومن الكثير، وهو هاهنا من القليل.
[15]
2. ↑  (رضخ) له أعطاه قليلًا.[18]

## وصلات خارجية
- من أعظم قصص الحب في التاريخ ❤️ السميراء بنت قيس رضي الله عنها.